# بول كراسنر
كان بول كراسنر (9 أبريل 1932 - 21 يوليو 2019) مؤلفًا وصحفيًا وفنانًا كوميديًا أمريكي، كما كان مؤسسًا ورئيس تحرير ومساهم بشكل متكرر في مجلة ذا ريلست الحرة، والتي نُشرت لأول مرة في عام 1958. كان كراسنر شخصية جوهرية في الثقافة المضادة لستينيات القرن الماضي بصفته عضوًا في أفواج ميري برانكسترس التابعة لكين كيسي، وعضوًا مؤسسًا في اليبيس، حتى أن الفضل يعود له في صياغة هذا المصطلح. توفي في 21 يوليو 2019، في ديزيرت هوت سبرينغس، كاليفورنيا.

## ذا ريلست
نُشرت ذا ريلست وفقًا لجدول منتظم إلى حد ما خلال الستينيات، ثم وفقًا لجدول غير منتظم بعد أوائل السبعينيات. في عام 1966، نشر كراسنر في المجلة ملصق «ديزني لاند ميموريال أورجي» (جنس ديزني لاند الجماعي التذكاري) المثير للجدل، والذي رسمه والي وود، وجعل هذا الملصق الشهير المرسوم بالأبيض والأسود متاحًا بشكل نسخة رقمية ملونة. نشر كراسنر ملصقًا باللونين الأحمر والأبيض والأزرق كتب عليه «اللعنة على الشيوعية»، وأرفق نسخًا منه مع عدد من ذا ريلست، وأرسل إحدى النسخ إلى رئيس مكتب التحقيقات الفيدرالي الأمريكي جون إدغار هوفر مع ملاحظة تقول «آمل أن تحصل على ضحكة من الملصق الوطني المرفق». كان أمل كراسنر أن يُلقى القبض عليه بتهمة إرساله موادًا فاحشة عبر البريد، مما سيتيح له الحصول على دعاية لمجلته، ولكنه شعر بخيبة أمل عندما لم تسفر فعلته عن أي ملاحقة قضائية.
كانت أكثر كتابات كراسنر شهرة مقالة «الأجزاء التي استُبعدت من كتاب كينيدي»، والذي أعقب فرض الرقابة على كتاب وليام مانشستر حول اغتيال كينيدي، بعنوان  ذا ديث أوف أ بريزدنت (وفاة رئيس). في ذروة القصة القصيرة البشعة، يصف ليندون جونسون بأنه اخترق جنسيًا جرح ثقب الرصاص في حلق جثة جون ف. كينيدي. وفقًا لإليوت فيلدمان، «بعض أعضاء الصحافة السائدة وغيرهم من الخبراء السياسيين في واشنطن، بما في ذلك دانيال إلسبيرغ من تقرير أوراق البنتاغون، كانوا يعتقدون في الواقع أن هذا الحادث حقيقي». في مقابلة في عام 1995 مع مجلة أدبسترس، علق كراسنر قائلًا: «اعتقد الناس في جميع أنحاء البلاد -ولو للحظة واحدة فقط- أن حادثة من الجدثية الرئاسية قد وقعت. نجح الأمر لأن جاكي كينيدي خلقت الكثير من الفضول من خلال فرض الرقابة على الكتاب الذي فوضته -وفاة رئيس، لوليام مانشستر- لأن ما كتبته حقيقة مجازية حول شخصية إل بي جيه في سياق أدبي، ولأن الصورة كانت مروعة للغاية، فقد اخترقت فكرة أن الحرب في فيتنام كانت تدار من قبل رجال عاقلين».
في عام 1966، أعاد كراسنر طبع مقتطفات من الجريدة الأكاديمية: جريدة الجمعية الطبية الأمريكية في مجلة ذا ريلست، ولكنه عرضها كمواد أصلية. تناولت المقالة أكواب الشرب وكرات التنس وغيرها من الأجسام الغريبة التي توجد في المستقيمات للمرضى. اتهمه البعض بأن لديه عقل منحرف، وكتب أحد المشتركين «وجدت المقالة منفرة تمامًا. أثق في أنك تعرف ما يمكنك فعله بمجلتك».
أحيا كراسنر ذا ريلست كصحيفة إخبارية أصغر بكثير خلال منتصف الثمانينيات عندما جمع موادًا من المجلة في الأفضل في ذا ريلست: مجلة الستينيات الأكثر انعدامًا للاحترام (1985). كان آخر عدد من ذا ريلست هو 146 (ربيع عام 2001).

## وصلات خارجية
- بول كراسنر على موقع IMDb (الإنجليزية)
- بول كراسنر على موقع ميوزك برينز (الإنجليزية)
- بول كراسنر على موقع إن إن دي بي (الإنجليزية)
- بول كراسنر على موقع ديسكوغز (الإنجليزية)
- بول كراسنر على موقع قاعدة بيانات الفيلم (الإنجليزية)
- الموقع الرسمي
- [http://www.imdb.com/name/nm469980/ Paul Krassner

] في قاعدة بيانات الأفلام على الإنترنت
- The Realist Archive Project at ep.tc
- The Realist Website